# Abdij van Einsiedeln
De Abdij Maria Einsiedeln is een benedictijnerabdij in Einsiedeln in het Zwitserse kanton Schwyz. Als territoriale abdij ressorteert het direct onder het pauselijk gezag, waarbij de abt een functie vergelijkbaar met die van een bisschop vervult. De abdij van Einsiedeln is een bekend Mariabedevaartsoord.

## Geschiedenis
De abdij werd in het jaar 845 gesticht door een Benedictijnse monnik genaamd Meinrad.
In 947 kreeg het klooster van keizer Otto I de immuniteit en de vrije abtskeuze waardoor het een rijksabdij werd. In 1283 kwam de voogdij aan het huis Habsburg, die deze echter verloor aan Schwyz (1286, 1294, 1424). In 1350 verwierf Schwyz ook al de omstreden bezittingen, waarmee Einsiedeln geheel onder de heerschappij van dit kanton was gekomen.
De abdij van Einsiedeln telt ongeveer tachtig monniken, die de kloosterregel van Sint-Benedictus volgen. Het klooster is tevens een bekend Mariabedevaartsoord in Zwitserland, dat al ruim 1000 jaar wordt bezocht door pelgrims die de pelgrimsroute naar Santiago de Compostella volgen. Nog steeds trekt de Zwarte Madonna in de genadekapel van de abdijkerk veel bezoekers.
De abdij is diverse malen verbouwd. De huidige gebouwen zijn merendeels achttiende-eeuws. Een recente verbouwing werd in 2006–2011 uitgevoerd naar plannen van Diener & Diener Architekten, waarbij onder andere een nieuwe tuinvleugel werd toegevoegd.

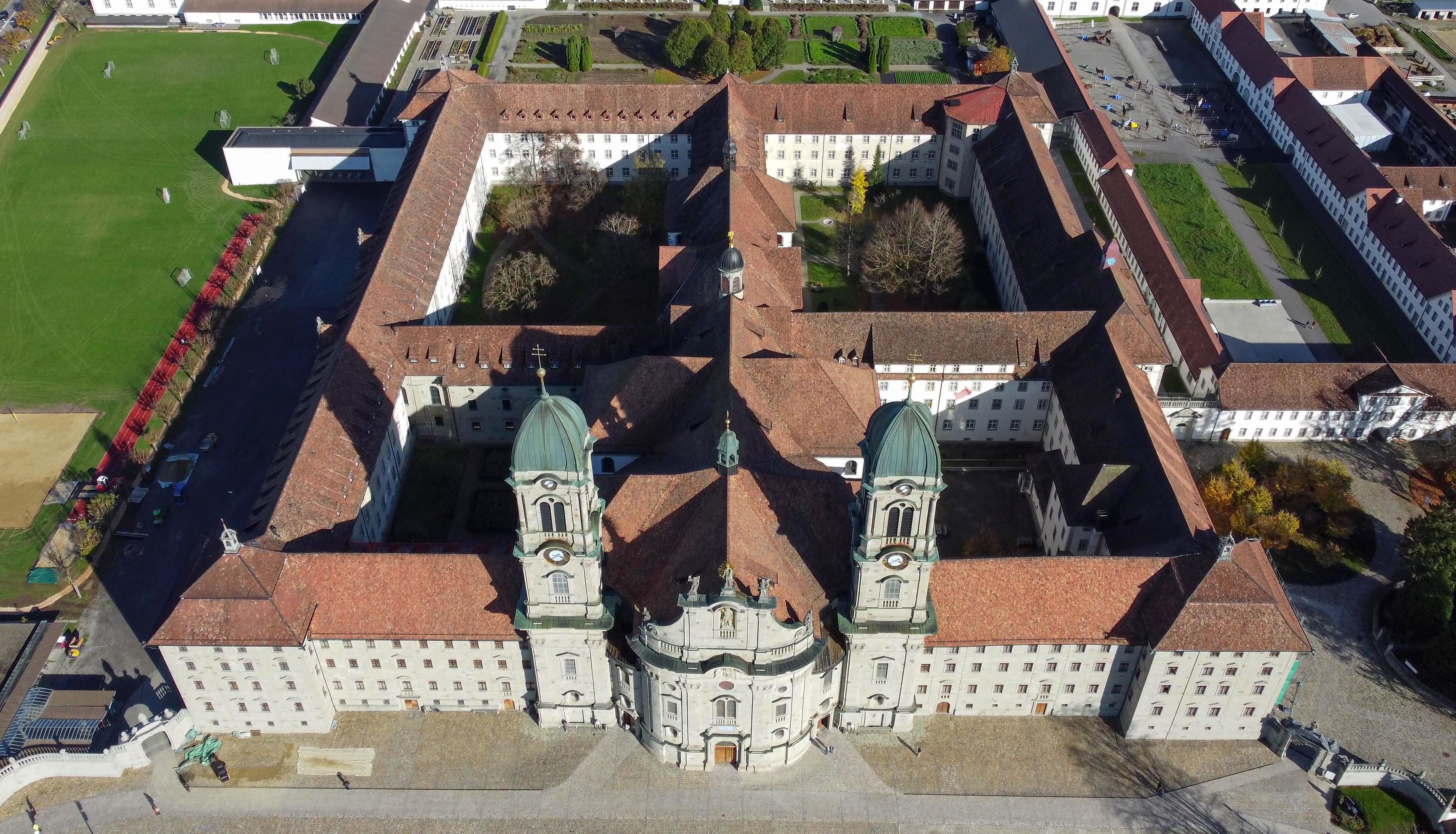
Luchtopname van het complex, gezien vanuit het westen
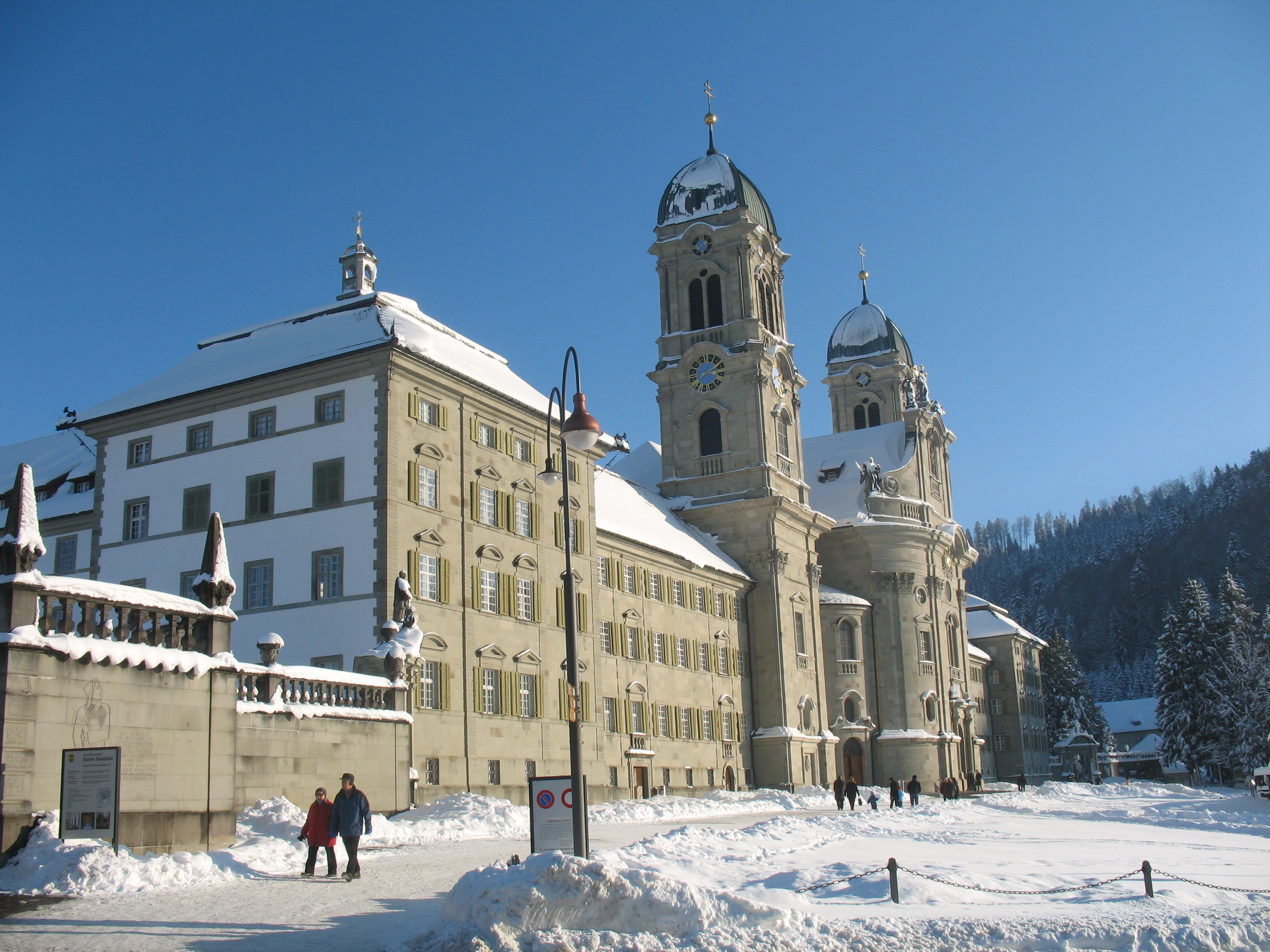
Façade barokke abdijkerk en abdijgebouwen in de sneeuw
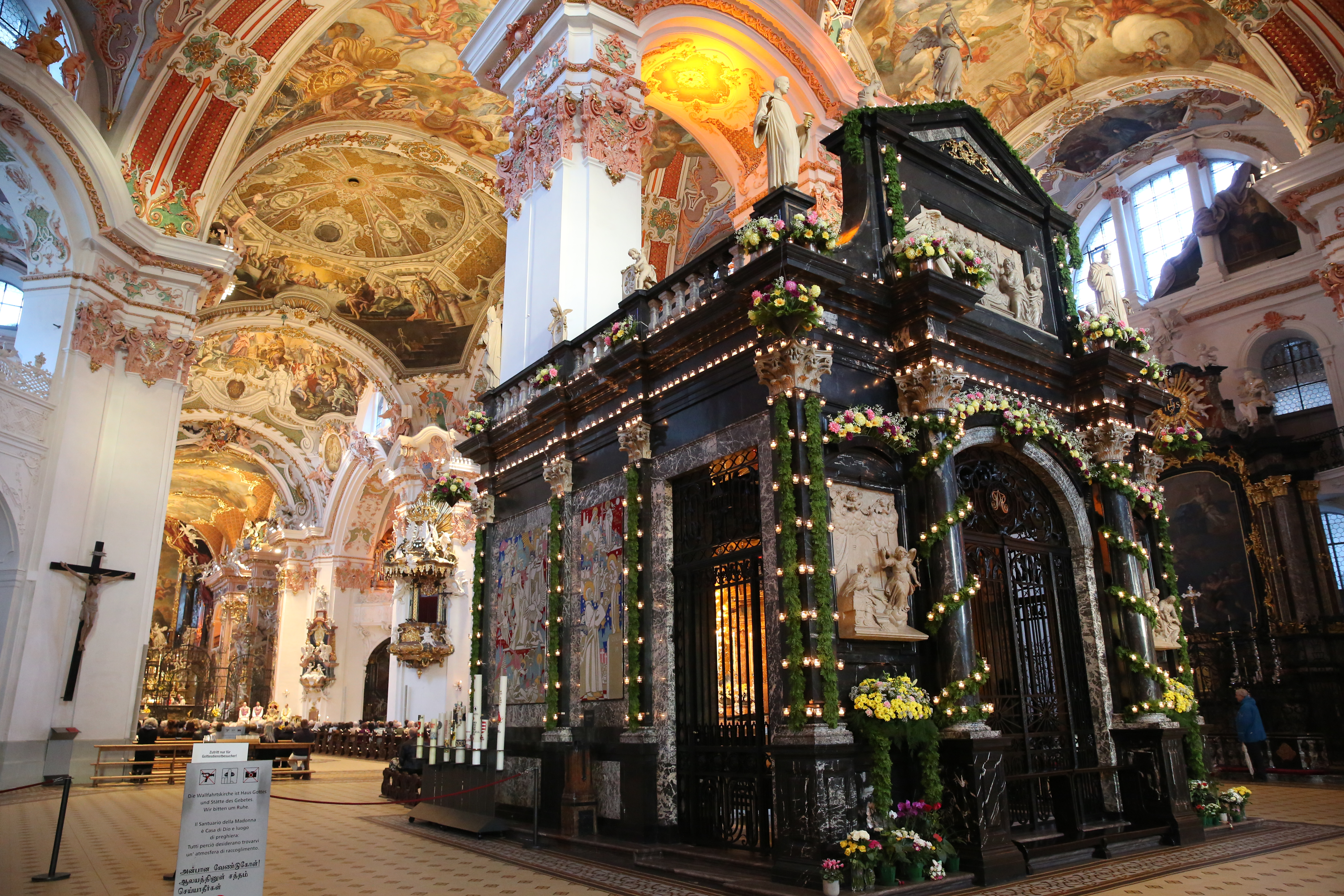
Rijk versierd kerkinterieur met genadekapel Zwarte Madonna
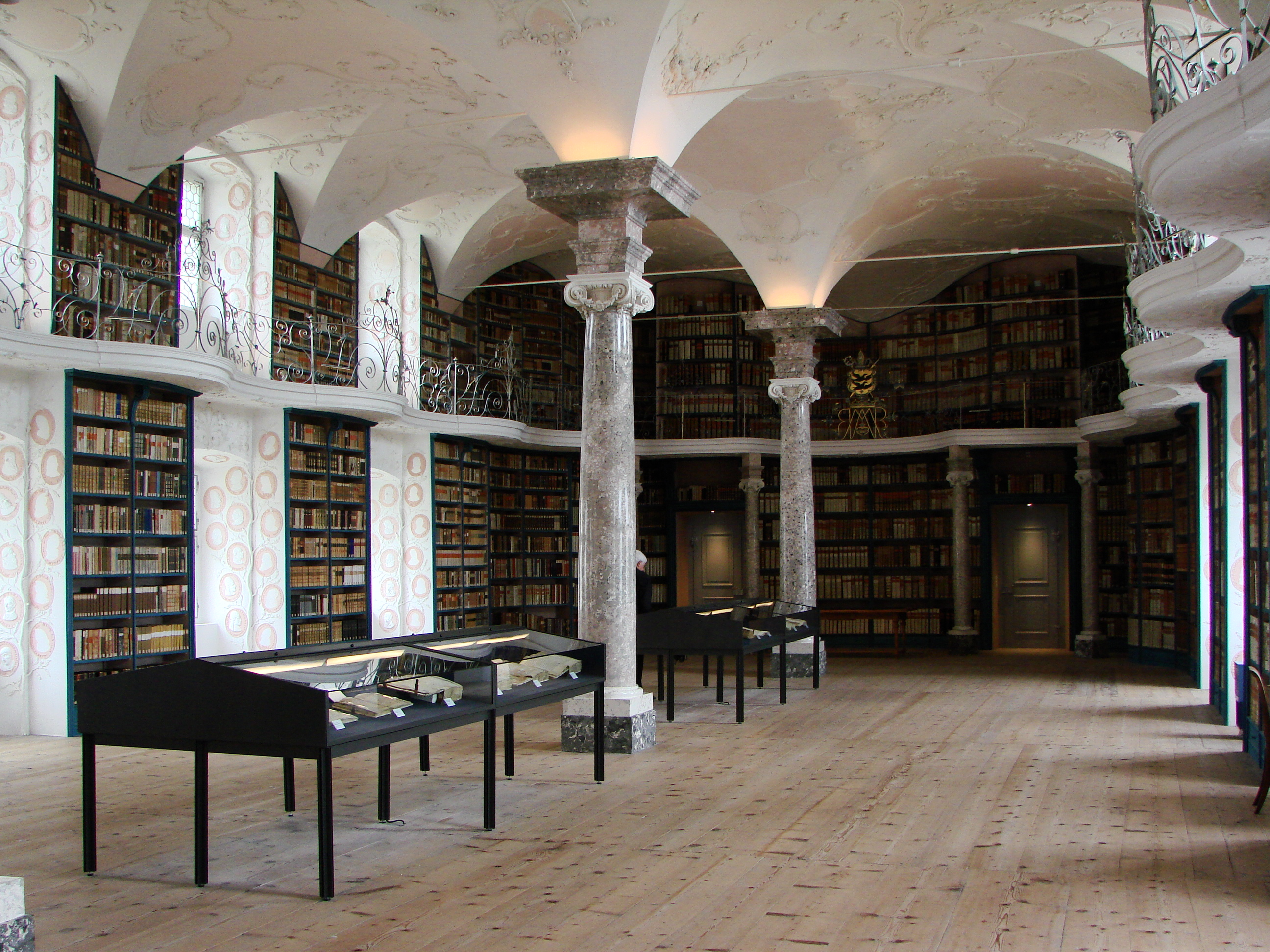
Stiftsbibliotheek met talrijke oude boeken en manuscripten